# Talpó roig
El talpó roig (Clethrionomys glareolus) es troba a l'àrea compresa entre Europa i Àsia central. Habita pinedes, fagedes i altres boscos, sempre que siguin més o menys humits, amb un sotabosc una mica dens i blocs de pedra per a amagar-s'hi. Nocturn, presenta un màxim d'activitat al crepuscle, però se'l pot veure actiu també de dia, especialment a l'hivern. És difícil de detectar, ja que no construeix galeries subterrànies. Potser el signe més evident de la seva presència són les closques dels fruits secs que s'ha menjat. Per treure'n el mesocarpi, hi practica un forat rodó de vores netes on es poden distingir les marques de les incisives disposades radialment. És un talpó d'orelles ben visibles per sobre del pelatge i cua gairebé tan llarga com la meitat del capi el seu cos junts. El pelatge dorsal presenta tons vermellosos foscos, que en els animals joves són pocs destacats. Els flancs són de color gris fosc, i el ventre gris més clar tacat de groc. La cua és bicolor, fosca per sobre i clara per sota. El cap i el cos mesuren entre 9 i 12 cm i amb la cua entre 4 i 6 cm. Pesa entre 19 i 30 g. La resta de talpons no tenen el pelatge de l'esquena de tonalitats vermelloses i —llevat del talpó de tartera, que té el dors clarament grisenc— tenen la cua relativament més curta: equival, aproximadament, a 1/3 de la longitud del cap i el cos junts.